# 德吉
德吉（1959年6月—），女，藏族，西藏左贡人，中华人民共和国政治人物，曾任中共山南地委副书记、行署专员，西藏自治区人民政府副主席。